# Danby
Danby is een civil parish in het bestuurlijke gebied Scarborough, in het Engelse graafschap North Yorkshire met 1411 inwoners.